# Union nationale africaine du Tanganyika
Pour les articles homonymes, voir Union nationale africaine.
L’Union nationale africaine du Tanganyika (Tanganyika African National Union, TANU) a été le principal parti politique dans la lutte pour la souveraineté du Tanganyika en Afrique de l'Est, qui est aujourd'hui la Tanzanie. Le parti a été fondé en juillet 1954 par Julius Nyerere alors qu'il était encore enseignant et Bibi Titi Mohammed. Depuis 1964, le parti a été appelé Tanzania African National Union et en janvier 1977, le TANU a fusionné avec le parti au pouvoir à Zanzibar, l’Afro-Shirazi Party (ASP) pour former l'actuel parti au pouvoir du Chama cha Mapinduzi (CCM).
La politique du TANU était de construire et de maintenir un État socialiste, visant à l'autosuffisance économique et à éliminer la corruption et l'exploitation, avec les grands moyens de production et d'échange sous le contrôle des paysans et des ouvriers.